# Palmicellaria tenuis
Palmicellaria tenuis är en mossdjursart som beskrevs av Calvet 1906. Palmicellaria tenuis ingår i släktet Palmicellaria och familjen Celleporidae. Inga underarter finns listade i Catalogue of Life.